# 克里斯托弗·松德格伦
克里斯托弗·松德格伦（瑞典語：Christoffer Sundgren，1989年7月31日—），瑞典男子冰壶运动员。他曾代表瑞典参加2018年冬季奥林匹克运动会冰壶比赛和2022年冬季奥林匹克运动会冰壶比赛，获得一枚金牌和一枚银牌。他也曾获得数枚世界男子冰壶锦标赛奖牌。